# Marleen Peeters
 Marleen Peeters  (Lille, 1963) is een Belgisch politica voor N-VA.

## Levensloop
Peeters behaalde haar licentiaat in de Germaanse Filologie aan de KU Leuven. Ze gaf nadien onder andere lessen Engels en Nederlands aan de Vrije Technische Scholen van Turnhout (VTST).
Bij de gemeenteraadsverkiezingen van 2012 kwam de N-VA voor het eerst op in Lille. De partij behaalde uit het niets negen zetels. Marleen Peeters behaalde 791 voorkeursstemmen, 242 meer dan lijsttrekker Geert Geens. Ondanks het resultaat van de partij, behaalde CD&V opnieuw een absolute meerderheid. Hierdoor kwam N-VA in de oppositie terecht, samen met de partijen Groen en Vlaams Belang. Peeters werd die dag naast gemeenteraadslid, ook verkozen tot provincieraadslid.
Bij de gemeenteraadsverkiezingen van 2018 werd de N-VA in Lille de grootste partij met 11 van de 25 zetels. CD&V ging zes zetels achteruit en verloor zo na jaren haar absolute meerderheid. N-VA sloot een bestuursakkoord met Groen. Lijsttrekker Peeters werd voorgedragen als nieuwe burgemeester van de gemeente. Op 10 december 2018 legde ze de eed af bij provinciegouverneur Cathy Berx.